# Diérisso (Dakoro)
Pour les articles homonymes, voir Diérisso.
Diérisso est une localité située dans le département de Dakoro de la province du Léraba dans la région des Cascades au Burkina Faso.